# 韦尔东河畔埃斯帕龙
韦尔东河畔埃斯帕龙（法語：Esparron-de-Verdon，法語發音：[ɛspaʁɔ̃ də vɛʁdɔ̃]）是法国上普罗旺斯阿尔卑斯省的一个市镇，属于迪涅莱班区。

## 地理
韦尔东河畔埃斯帕龙（43°44'20"N, 5°58'19"E）面积34.2 平方千米，位于法国普罗旺斯-阿尔卑斯-蓝色海岸大区上普罗旺斯阿尔卑斯省，该省份为法国东南部内陆省份，北起上阿尔卑斯省，西接沃克吕兹省，西北接德龙省，南至瓦尔省，东临滨海阿尔卑斯省，东北部与意大利接壤。
与韦尔东河畔埃斯帕龙接壤的市镇（或旧市镇、城区）包括：普罗旺斯地区阿勒马涅、蒙塔尼亚克-蒙珀扎、坎松、韦尔东河畔圣洛朗、圣马丹德布罗姆、圣于连。

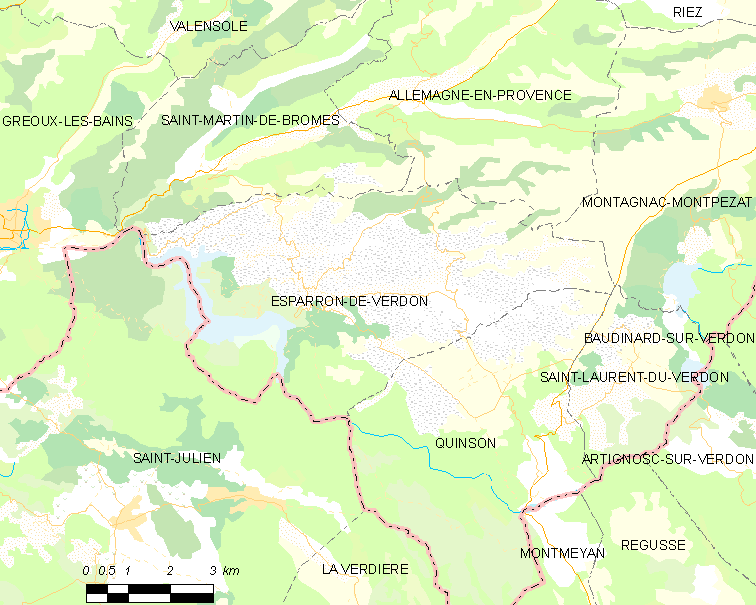
韦尔东河畔埃斯帕龙的OSM定位图

韦尔东河畔埃斯帕龙的时区为UTC+01:00、UTC+02:00（夏令时）。

## 行政
韦尔东河畔埃斯帕龙的邮政编码为04800，INSEE市镇编码为04081。

## 政治
韦尔东河畔埃斯帕龙所属的省级选区为瓦朗索勒县。

## 人口

1962-2008年间韦尔东河畔埃斯帕龙人口变化图示

韦尔东河畔埃斯帕龙于2022年1月1日时的人口数量为382人。